# Спасо-Преображенский монастырь (Пенза)
Пензенский Спасо-Преображенский мужской монастырь — действующий мужской монастырь Пензенской епархии Русской православной церкви, расположенный на Спасо-Преображенской улице в Пензе.

## История
Монастырь был основан во второй половине XVII века в 1689 году на левом берегу одноименной реки вблизи крепости. В 1750 году (по другим данным — в 1669 году; в 1880 году он был перестроен пензенским архитектором Михаилом Андреевичем Рудкевичем) был построен соборный двухэтажный холодный каменный храм Преображения Господня, или же Спасо-Преображенский храм.
По итогам екатерининской секуляризационной реформы монастырь остался за штатом. В 1765 году в него были переведены монахи упраздненного Мокшанского Казанского монастыря во главе со иеромонахом Питиримом, а в 1798 году — братия упраздненного Ферапонтова монастыря в Новгородской епархии.
После примерно века существования, в 1794 году обитель по просьбе горожан была перенесена за тогдашнюю городскую границу, на место, где в то время находилось кладбище и каменная церковь Вознесения Господня; руководил строительством Израиль (Данилов), ранее зарекомендовавший себя при восстановлении Сканова монастыря. После перевода монахов Ферапонтова монастыря по ходатайству епископа Тамбовского и Пензенского Феофила (Раева) Спасо-Преображенский монастырь был причислен к 3-му классу. К началу XX века в монастыре находились следующие храмы:
| Храм                                                             | Год основания                  | Дополнительно |
| ---------------------------------------------------------------- | ------------------------------ | --- |
| Храм Вознесения Господня                                         | 1784                           | Каменный, до переноса монастыря был кладбищенским. |
| Храм во имя св. благоверного князя Александра Невского           | 1816                           | Каменный. |
| Спасо-Преображенский собор                                       | 1821                           | Каменный, с приделом в честь Успения Божией Матери. |
| храм в честь Тихвинской иконы Божьей Матери                      | 1828 (по другим данным — 1798) | Каменный, с каменной колокольней. |
| Храм во имя святой живоначальной Троицы (Вифлиемо-Воскресенский) | 1849                           | Каменный, двухэтажный, пятиглавый. Построен пензенской благотворительницей, дворянкой Марией Михайловной Киселевой, над могилой мужа. В нижнем этаже находились Казанско-Богородицкий (освящен в 1852 году), Христорождественский (освящен в 1855 году; в нем было устроено подобие Вифлеемской пещеры, в которой родился Иисус Христос) и Александро-Невский престолы. В верхнем — престолы по имя святой Троицы и в память Обновления храма Воскресения Христова (освящены в 1862 году). |

К началу XX века монастырь пребывал под игуменским (по другим данным — архимандричьим) управлением. В 1896 году в нем насчитывалось 26 насельников (архимандрит, 5 иеромонахов, 2 иеродиакона, 3 диакона, 1 монах и 14 послушников), в 1907 году — 14: архимандрит, 4 иеромонаха, 2 иеродиакона и 7 послушников. В монастыре находилось пять каменных корпусов с хозяйственными постройками, обители принадлежала также водяная мукомольная мельница на реке Иванырс, и 246 десятин пахотных земель, лугов и леса. На содержание монастыря и насельников из казны в 1907 году выделялось 812 рублей 38 копеек, экономическая сумма монастыря составляла 44825 рублей, церковная сумма — 7400 рублей.

К 1909 году монастырь пришел в упадок. Последний ремонт в нем проводился при архимандрите Кирилле в 1888—1889 годах. В это время епископ Митрофан (Землянский) описывал его так:
Все храмы стоят с выбитыми стеклами в окнах, штукатурка снаружи осыпалась, крыши протекают, зимою в Александро-Невской церкви сквозь скважины в крыше и потолке деревянном проникает снег около святого престола в алтарь. Колокольня требует неотложного капитального ремонта, чтобы предупредить падение, одна башня ограды накренилась и близка к падению, стены ограды по местам опасны и грозят также падением, кельи братские требуют также тщательного капитального ремонта, также и братская трапезная.

## Некрополь
Кладбище Спасо-Преображенского монастыря считалось в городе наиболее престижным. В 1794 году с переносом обители оно было создано на месте приходского Вознесенского кладбища. Указом пензенского духовного правления от 31 июля 1796 года оно предназначалось для дворянства, чиновничества, богатого купечества города, офицеров и духовенства. Кроме того, на нем хоронили умерших прихожан Преображенской, Покровской и Введенской церквей. На нем располагались захоронения дворянских родов Мартыновых, Панчулидзевых, Бекетовых, Вигелей, Араповых, Загоскиных, Киреевых, Сабуровых, Чемесовых, Городецких, Захарьиных, Потуловых, Сушковых, Юматовых, Ферлюдиных и других; над могилами вице-губернатора Евреинова и статского советника Киселева были построены храмы (строительница последнего, Мария Михайловна Киселева, также была захоронена на монастырском кладбище).
Кладбище примыкало к восточной стене монастыря. На кладбище сложились семейные захоронения пензенских дворян, а среди надгробий преобладали гранитные и чугунные плиты, колонны, саркофаги и кресты. Облик кладбища сформировался под влиянием классицизма XVIII—XIX еков и эклектики начала XX века.

## Революция, Гражданская война и советская власть
Изъятие советской властью церковного имущества весной 1922 года в Спасо-Преображенском монастыре проходило дважды — в марте и апреле. В 1925 году перестал функционировать монастырский некрополь, который через некоторое время был ликвидирован — чугунные надгробия с кладбища были переплавлены. Его последние захоронения были уничтожены в начале 1960-х годов.
До 1927 года Спасо-Преображенский монастырь функционировал, подчиняясь церкви патриарха Тихона. К 1931 году Спасо-Преображенский храм закрывшегося мужского монастыря (тот, который был построен до переноса оибители в 1794 году) был одним из четырех действовавших в Пензе храмов. Он оставался таковым до закрытия в 1934 году (по другим данным — в 1931), исполняя роль приходского — остальные храмы использовались для хозяйственных нужд. В марте-апреле того же года священники церкви бывшего Спасо-Преображенского монастыря Виктор Иванович Танитров и Вукол Кондратьевич Царан были арестованы по делу так называемого "Пензенского филиала Всесоюзно-монархической организации «Истинно-православная церковь».
В 1930—1940-е годы основная часть монастырского комплекса была разрушена, в том числе — храм во имя живоначальной Троицы. На месте храмов монастыря, построенных после переноса обители, а также некрополя, был построен производственный корпус Кузнецкого мебельного комбината.
После закрытия Спасо-Преображенский храм был серьезно перестроен: были разобраны пятиглавие и колокольня, а также пристроено двухэтажное северное крыло. До 1984 года в нем размещался областной архив, а впоследствии — хранилище библиотеки имени Лермонтова.

## Современность

### Спасо-Преображенский храм

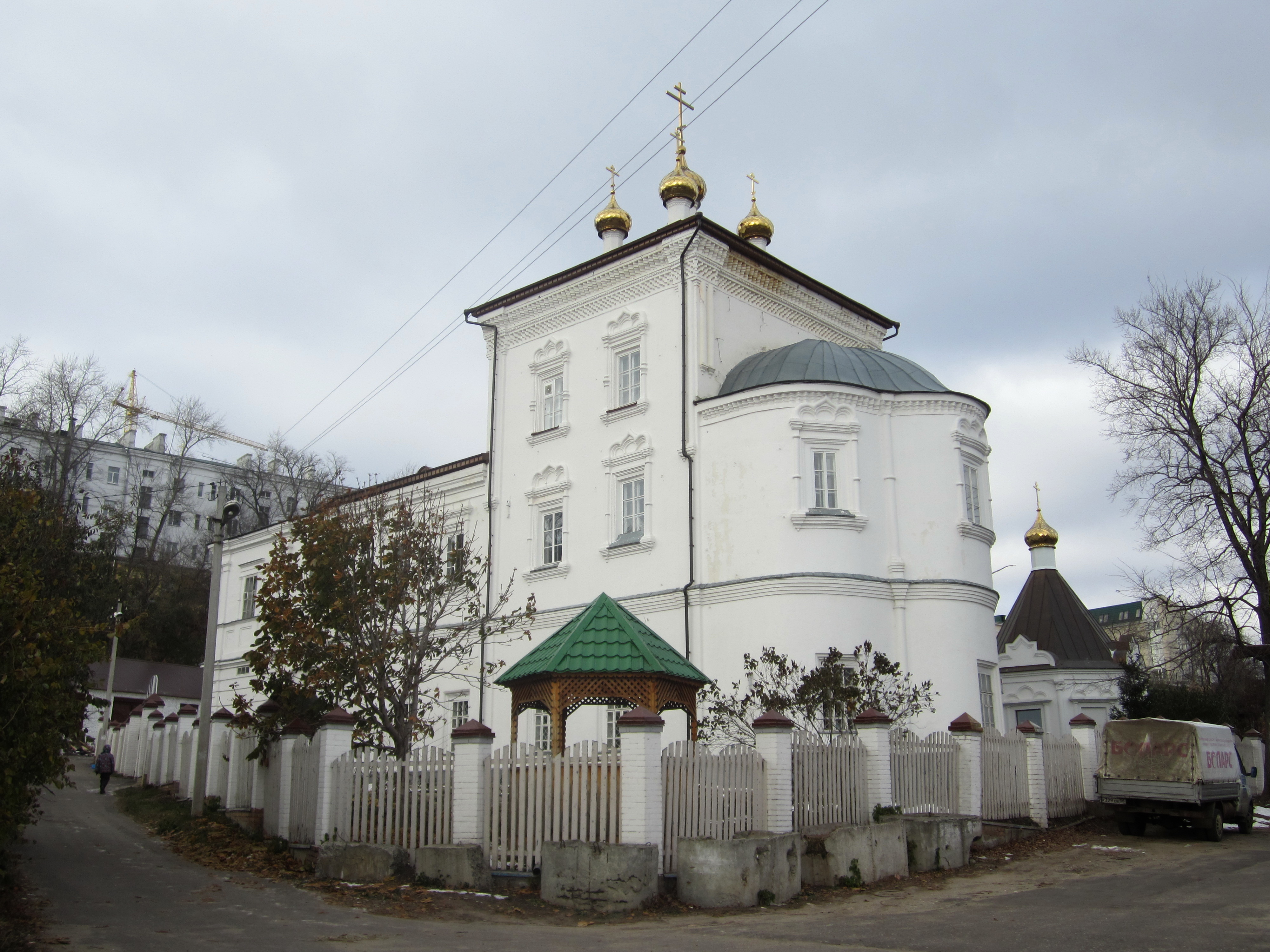
Апсида спасо-преображенского храма

Здание Спасо-Преображенского храма было возвращено Пензенской епархии в 1993 году. Службы в нем были возобновлены на Преображение 1995 года. Первым настоятелем восстановленного храма стал протоиерей Иоанн (Яворский). До того, как в 2010 году был освящен верхний Преображенский храм, богослужения проходили в нижнем, Казанском. С 2001 года Преображенская церковь была подворьем Керенского Тихвинского монастыря, а с 2008 года — мужского монастыря в честь Казанской иконы Божией Матери в Нижнем Ломове; при храме постоянно жили иноки. 26 июля 2010 года Священный синод Русской православной церкви благословил исполнить прошение епископа Пензенского и Кузнецкого Вениамина о восстановлении обители и преобразовании подворья в самостоятельный мужской монастырь, настоятелем которого стал иеромонах Нестор (Люберанский). В сентябре того же года монастырю в качестве скита был передан Тихвинский храм на Семи Ключах в Шемышейском районе, в котором в последующие годы был построен двухэтажный корпус для братии и разбит фруктовый сад, а также восстановлено электроснабжение.
В июне 2018 года из симферопольского Свято-Троицкого женского монастыря в Спасо-Преображенскую обитель была передана частица мощей архиепископа Симферопольского Луки (Войно-Ясенецкого).

### Территория бывшего монастыря
В 2002 году в здании производственного корпуса мебельного комбината была размещена творческая архитектурная мастерская «ДАБОР». В одном из ее помещений был оборудован домовый храм Вознесения Господня, в котором с 7 января 2006 года постоянно совершаются богослужения. В сквере рядом с ним установлено сохранившееся надгробие с могилы тайного советника, гофмейстера Двора Его Императорского Величества Дмитрия Ксенофонтовича Гевлича, захороненного на монастырском кладбище. Оно было обнаружено в 2006 году. Впоследствии рядом с ним были установлены другие найденные надгробия некрополя Спасо-Преображенского монастыря. 21 сентября 2013 года в специально построенной на месте монастырского кладбища в 2003 году часовне были перезахоронены останки Марии Киселевой и ее супруга, обнаруженные на месте уничтоженного Троицкого храма. Планируется также строительство нового деревянного Вознесенского храма.